# Dom Sébastien
Dom Sébastien, roi de Portugal o Don Sebastiano, re del Portogallo, è un grand opéra in cinque atti di Gaetano Donizetti su libretto di Eugène Scribe (la traduzione per la versione italiana è di Giovanni Ruffini).
Fu rappresentata per la prima volta all'Opéra di Parigi il 13 novembre 1843. Una versione riveduta in tedesco andò in scena al Theater am Kärntnertor di Vienna, 6 febbraio 1845.
Questa è l'ultima opera che Donizetti completò prima di manifestare segni di follia come risultato della sifilide.
Gli interpreti delle prime rappresentazioni furono:
| Ruolo         | Interprete (13 novembre 1843) | Interprete (6 febbraio 1845) | Interprete (14 agosto 1847) |
| ------------- | ----------------------------- | ---------------------------- | --------------------------- |
| Zayda         | Rosine Stoltz                 | Clara Heinefetter            | Carlotta Gruitz             |
| Dom Sébastien | Gilbert-Louis Duprez          | Josef Erl                    | Lodovico Graziani           |
| Juam de Sylva | Nicolas-Prosper Levasseur     | Josef Draxler                | Prosper Dérivis             |
| Abayaldos     | Jean-Étienne Massol           | Franz Wild                   |                             |
| Camoëns       | Paul Barroilhet               | Eduard Leithner              |                             |
| Dom Henrique  | Ferdinand Prévost             |                              | Eugenio Musich              |
| Dom Antonio   | Jean-Baptiste Octave          | Karl Wolf                    | Eugenio Musich              |
| Ben-Selim     | Hippolyte Brémont             | Gustav Hölzel                |                             |

Donizetti cercò di comporre un'opera che potesse competere con simili lavori storici di Daniel Auber, Fromental Halévy e Giacomo Meyerbeer. Una critica sfavorevole descrisse il Dom Sébastien come "un funerale in cinque atti". Al contrario, Winton Dean, nel suo commento sugli insoliti aspetti drammatici dell'opera ne ha individuato la caratteristica nell'"intransigente onestà drammatica". Mary Ann Smart ha preparato un'edizione critica dell'opera in francese, che include appendici con varianti e aggiunte fatte da Donizetti per la produzione in tedesco del 1845.

## Trama
L'azione si svolge nel 1578. Il primo, terzo, quarto e quinto atto a Lisbona, il secondo in Africa.

### Atto I
Lisbona.
Il re Don Sebastiano lascia allo zio Don Antonio il governo del Portogallo, poiché si accinge a partire per l'Africa per una crociata contro i Mori. Tra i personaggi che partono con Sebastiano vi sono il poeta Camoëns e la principessa musulmana Zaida, che egli ha salvato, su indicazione di Camoëns, dal rogo a cui era stata condannata perché cercava di scappare dal monastero in cui era stata rinchiusa. Sebastiano intende riportare Zaida al padre Ben-Selim.

### Atto II
Fez, Marocco.
Avviene il ricongiungimento tra Zaida e Ben-Selim, ma ella rifiuta il matrimonio con il condottiero arabo Abaialdo a cui è stata destinata.
Un campo di battaglia in Marocco.
Abaialdo ha guidato i mori in battaglia contro le forze di Sebastiano e le ha quasi sterminate. Sebastiano è ferito e si salva solo perché il suo assistente Don Enrico, mortalmente ferito, prima di spirare si fa passare per Sebastiano stesso con Abaialdo. Zaida ottiene poi che venga risparmiata la vita a Sebastiano, creduto un semplice soldato da Abaialdo, in cambio del suo consenso al matrimonio. Ella è in realtà innamorata di Sebastiano, e in questo modo cerca di restituirgli l'aiuto ricevuto quando il re l'ha salvata dal rogo.

### Atto III
Una piazza pubblica, Lisbona.
Camoëns è sopravvissuto alla battaglia. Ritorna a Lisbona e apprende che Antonio si è alleato con il Grande Inquisitore Don Giovanni da Silva, che sta tramando affinché la Spagna possa impadronirsi del Portogallo, e ha usurpato il trono. Camoëns si imbatte in Sebastiano, anch'egli riuscito a rientrare in patria, proprio mentre passa la processione funebre per il re creduto morto. Camoëns incita con rabbia Sebastiano a riprendersi il trono e Sebastiano viene riconosciuto dal popolo. Abaialdo però, che si trova a Lisbona accompagnato da Zaida per proporre un'alleanza ad Antonio, conferma di avere visto morire il re, e Sebastiano è incarcerato come impostore.

### Atto IV
Sala di un tribunale, Lisbona.

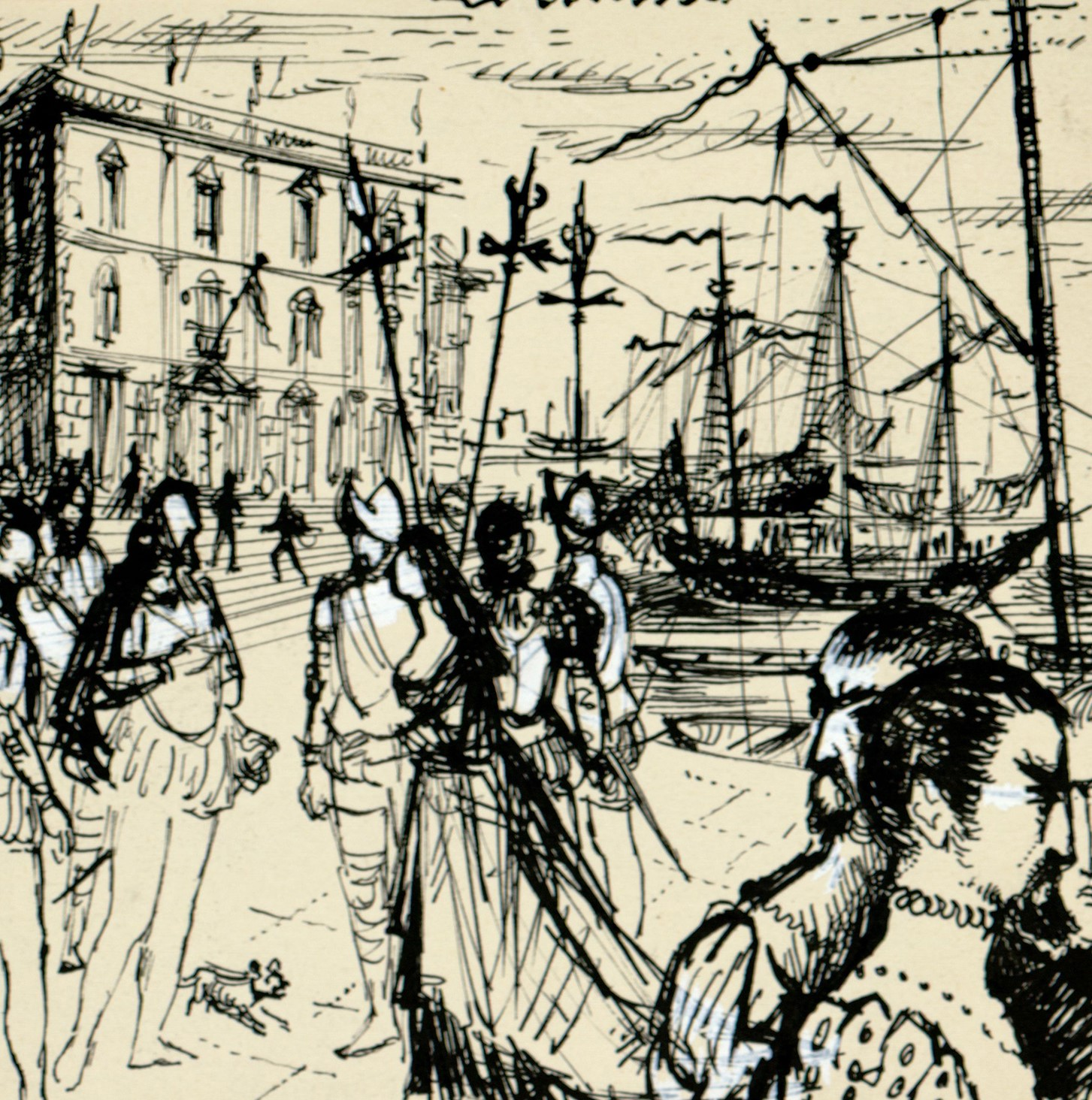
Disegno per copertina di libretto, disegno per Don Sebastiano (s.d.). Archivio Storico Ricordi

Al processo contro Sebastiano, Zaida dà prova dell'amore per lui testimoniandone la vera identità e raccontando come sia scampato alla morte. Abaialdo l'accusa di adulterio, così anche Zaida viene imprigionata.

### Atto V
Appartamento destinato al Presidente del Tribunale nella torre di Lisbona.
Don Giovanni da Silva offre di salvare la vita a Sebastiano se Zaida lo convincerà a firmare l'atto di abdicazione in favore del re di Spagna. Dopo un primo rifiuto, Sebastiano firma, pur di salvare la vita a Zaida. Libera ma sconvolta, Zaida fugge intenzionata ad affogarsi.
Terrazzo esterno della torre di Lisbona che dà sul mare.
Sebastiano raggiunge Zaida in cima alla torre. Vedono Camoëns, venuto a salvarli con un'imbarcazione. Sebastiano e Zaida si calano con una fune, ma vengono scoperti a metà della discesa: la fune viene recisa ed essi vanno incontro alla morte. Camoëns viene ucciso da armi da fuoco e, al calare del sipario, si vede la flotta spagnola apparire all'orizzonte. Il Portogallo ha perduto l'indipendenza.

## Discografia
| Anno | Cast (Zaida, Dom Sébastien, Camoëns,Dom Juan de Silva)                         | Direttore, Coro e Orchestra                                                                                                 | Etichetta                                |
| ---- | ------------------------------------------------------------------------------ | --- | ---------------------------------------- |
| 1984 | Klára Takács, Richard Leech, Lajos Miller, Sergej Kopčak                       | Eve Queler, Opera Orchestra of New York e Schola Cantorum of New York (Registrazione dal vivo alla Carnegie Hall, 23 marzo) | Audio CD: Legato Classics Cat: LCD 190-2 |
| 1998 | Monica Minarelli, Robert Woroniecki, Ettore Kim, Randall Jabosh                | Elio Boncompagni, Sinfonie Orchester Aachen e Aachener Städtische Theater Chorus                                            | Audio CD: Kicco Classic Cat: KCO18CD-1/2 |
| 2005 | Vesselina Kasarova, Giuseppe Filianoti, Corrado Carmelo Caruso, Alastair Miles | Mark Elder, Orchestra e Coro del Covent Garden                                                                              | Audio CD: Opera Rara Cat: ORC 33         |